# Кей (тайп)
Кей (чечен. Кей) — чеченский тайп. Территория исторического проживания тайпа граничила на юге с областью Терлой, на северо-западе с областью Акка, на севере с тайпом галай.
Основателями населённого пункта Кень-Юрт считаются представители чеченского тайпа Кей. второе, название села Галне, — вероятно, искажённое русское название станицы Калиновской в чеченской транслитерации.

## Название
В основу этнонима кей легло чеченское ков — ворота.

## Расселение
Проживают в населённых пунктах: Валерик, Подгорное, Шалажи, Бамут, Гехи, Катыр-Юрт, Бердыкель, Толстой-Юрт, Ачхой-Мартан, Шаами-Юрт, Янди, Надтеречное, Калаус, Гелдаган, Первомайская, Горагорский, Знаменское, Старый Ачхой, Кень-юрт и др.

## История
В прошлые времена кейцы не пропускали через свою территорию путников без дорожной платы порохом, пулями, а во время перегона овечьих отар взимали по овце. На территории Кей имеется и урочище, сохранившее название «Исс котӏа» — Девять ворот. Среди горцев Аргунского ущелья до позднего времени в обороте речи бытовало понятие «кейн молха» — порох кейцев. Кейцы в определенное время имели влияние на соседние общества и широкие связи с соседними племенами, в частности с Грузией.